# 말레이시아 여자 축구 국가대표팀
말레이시아 여자 축구 국가대표팀(말레이어: Pasukan bola sepak kebangsaan Malaysia)은 말레이시아를 대표하는 여자 축구 국가대표팀으로 말레이시아 축구 협회에서 관리하며 현재까지 FIFA 여자 월드컵과 하계 올림픽 그리고 아시안 게임 본선 기록은 전무하다.

## 국제 대회 경력

### AFC 여자 아시안컵
AFC 여자 아시안컵 본선에는 9번 참가했고 이 중 1983년 대회에서 3위의 호성적을 거두었지만 이후의 6번의 대회에서는 모두 조별리그에서 탈락했으며 2001년 대회 이후로는 여자 아시안컵 본선 기록이 전무하다.

### 아세안 여자 챔피언십
아세안 여자 챔피언십에는 12번의 대회 중 10번 참가하여 이 가운데 처음으로 참가한 2007년 대회에서 4위의 호성적을 거두었으나 이후 9번의 대회에서는 번번이 조별리그 탈락의 고배를 마셨다.

### 동남아시아 경기 대회
동남아시아 경기 대회에는 13번의 대회 중 10번 참가하여 이 중 처음으로 참가한 1995년 대회에서 은메달이라는 값진 성과를 거두었다.

## 역대 성적

### FIFA 여자 월드컵
| 연도   | 결과      | 경기      | 승        | 무        | 패        | 득점      | 실점      |           |
| ------ | --------- | --------- | --------- | --------- | --------- | --------- | --------- | --------- |
| 1991년 | 예선 탈락 | 예선 탈락 | 예선 탈락 | 예선 탈락 | 예선 탈락 | 예선 탈락 | 예선 탈락 | 예선 탈락 |
| 1995년 | 불참      | 불참      | 불참      | 불참      | 불참      | 불참      | 불참      | 불참      |
| 1999년 | 불참      | 불참      | 불참      | 불참      | 불참      | 불참      | 불참      | 불참      |
| 2003년 | 불참      | 불참      | 불참      | 불참      | 불참      | 불참      | 불참      | 불참      |
| 2007년 | 불참      | 불참      | 불참      | 불참      | 불참      | 불참      | 불참      | 불참      |
| 2011년 | 불참      | 불참      | 불참      | 불참      | 불참      | 불참      | 불참      | 불참      |
| 2015년 | 불참      | 불참      | 불참      | 불참      | 불참      | 불참      | 불참      | 불참      |
| 2019년 | 불참      | 불참      | 불참      | 불참      | 불참      | 불참      | 불참      | 불참      |
| 2023년 | 예선 탈락 | 예선 탈락 | 예선 탈락 | 예선 탈락 | 예선 탈락 | 예선 탈락 | 예선 탈락 | 예선 탈락 |
| 2027년 |           |           |           |           |           |           |           |           |
| 합계   | 0/9       |           |           |           |           |           |           |           |

## 같이 보기
- 말레이시아 축구 국가대표팀